# Kostel svatého Apolináře (Modlany)
Římskokatolický farní kostel svatého Apolináře v Modlanech je raně barokní sakrální stavba stojící na návsi obce, kde tvoří dominantu. Od roku 1987 je kostel chráněn jako kulturní památka. Od května 2021 je kostel majetkem obce Modlany.

## Historie

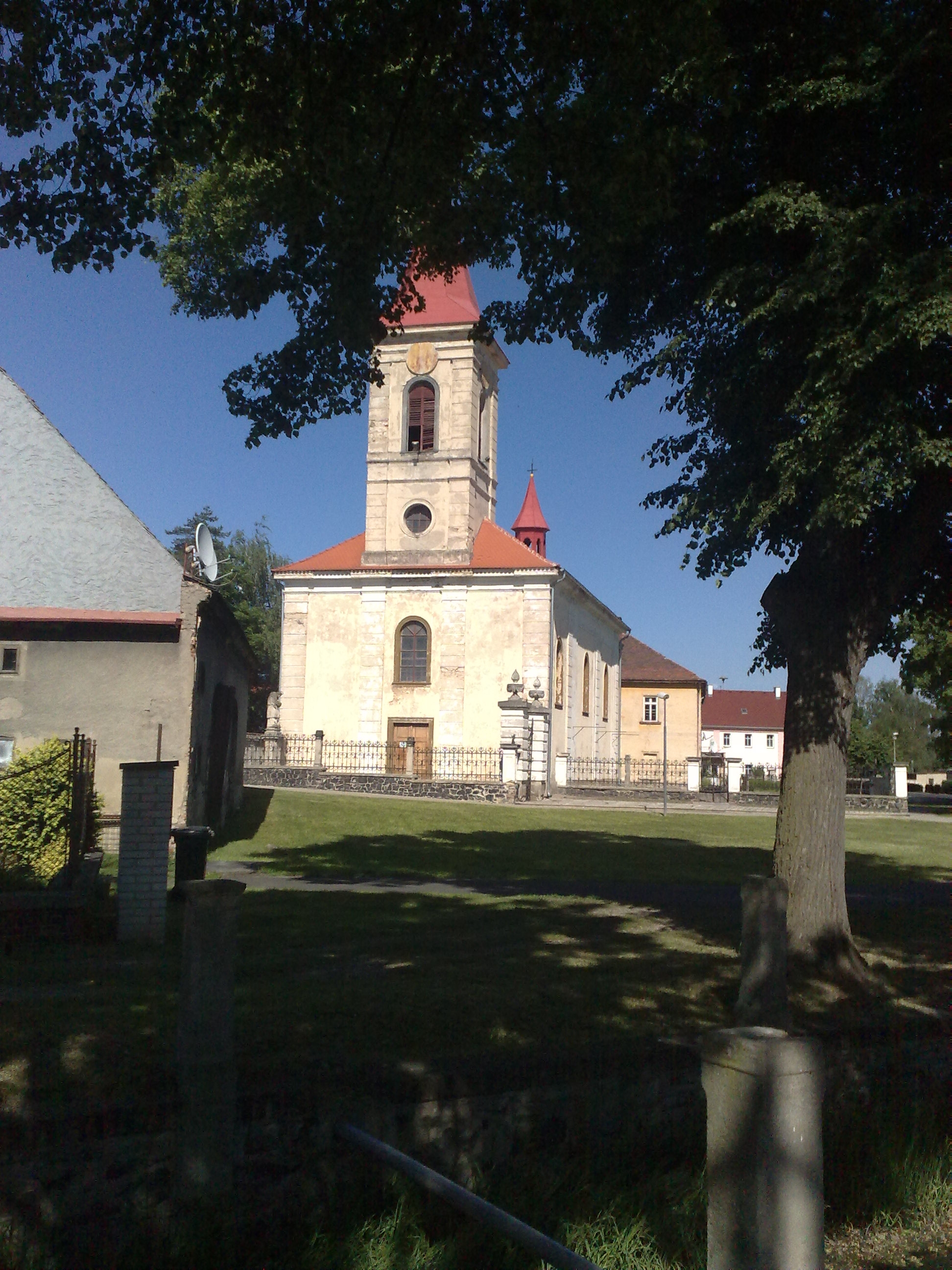
Průčelí modlanského kostela

Původní středověký kostel nahradila v letech 1687–1691 raně barokní novostavba vzniklá na náklady tehdejšího majitele teplického panství hraběte Jana Marka Clary-Aldringena. Někdy v polovině 19. století byl kostel zvýšen a celkově klasicistně přestavěn, z té doby pochází i většina vnitřního zařízení.
Duchovní správci kostela jsou uvedeni na stránce: Římskokatolická farnost Modlany.

## Architektura
Jedná se o jednolodní kostel s odsazeným pravoúhlým presbytářem a hranolovou věží, která je nadstavbou štítové stěně. Fasády jsou členěny bosovanými lizénami. Okna má kostel půlkruhová.
Presbytář má křížovou klenbu. Loď je s plochým stropem.

## Zařízení
Hlavní i boční oltáře jsou novodobé z let 1880–1890. Na bočním oltáři se nachází pozdně gotická Madona z období kolem roku 1500. Jedná se o umělecky hodnotnou polychromovanou sochu.

## Zvony
V průčelní západní věži se nachází zvon z roku 1548 od Wolfa Hilgera. V sanktusníku je zavěšen malý zvon z roku 1739 od Krištofa Ullmanna.

## Okolí kostela
U západního průčelí kostela se nachází mezi bosovanými pilíři barokní mříž z období kolem roku 1760. Jedná se o dvoukřídlou, kutou mříž s bohatou rostlinnou ornamentikou. Severně od kostela se nachází bývalý hřbitov, ohrazený kamennou zdí, východně pak někdejší fara, přestavěná naposledy zřejmě před II. světovou válkou. Hřbitov i fara dotváří církevní areál. V obci jsou další dvě kulturní památky České republiky: socha sv. Antonína z roku 1725, která se nachází v ohradní hřbitovní zdi, a socha sv. Jana Nepomuckého z roku 1721, která je blízko hlavního vchodu do kostela. V obci je také pomník padlým v I. světové válce, který byl zřízen po roce 1920 jako kopie Rodinovy plastiky.